# Скрипка, Григорий Гордеевич
Григорий Гордеевич Скрипка (1902—2002) — советский военачальник, полковник. Начальник штаба 1-го танкового корпуса, 3-го гвардейского механизированного корпуса и 1-го гвардейского танкового корпуса, участник Советско-финляндской и Великой Отечественной войн.

## Биография
Родился 20 августа 1902 года в Мирополье, Курской губернии.
С 1924 года призван в ряды РККА и направлен в Отдельный Севастопольский караульный батальон в должности красноармейца. С 1924 по 1926 год — красноармеец 9-го стрелкового полка. С 1926 по 1928 год обучался в 13-й Одесской пехотной школе. С 1928 по 1934 год служил в составе войск Украинского военного округа в должности командира взвода, помощника командира роты 238-го стрелкового полка и  командира пулемётной роты 173-го стрелкового полка. С 1934 по 1938 год обучался в Военной академии РККА имени М. В. Фрунзе. С 1938 по 1940 год служил в составе войск Киевского военного округа в должности помощника начальника штаба 95-й стрелковой дивизии, в составе дивизии был участником Советско-финляндской войны.
С мая 1940 по 18 августа 1941 года — командир 55-го стрелкового полка, участник Великой Отечественной войны с первых дней войны в составе 3-й армии Западного Особого военного округа. С августа по ноябрь 1941 года — начальник штаба 24-й стрелковой дивизии, в боях получил ранение. С ноября 1941 по февраль 1942 года — начальник штаба 227-й стрелковой дивизии. С февраля по март 1942 года — заместитель командира 293-й стрелковой дивизии. С марта по апрель 1942 года — командир 175-й курсантской стрелковой бригады, сформированной в Приволжском военном округе, в составе 33-й армии войск Западного фронта участвовал в Ржевско-Вяземской стратегической наступательной операции в ходе продолжения Московской битвы. С апреля 1942 по января 1943 года — командир 5-й мотострелковой бригады в составе 5-го танкового корпуса Западного фронта.
С 20 марта 1943 по 24 мая 1944 года — командир 44-й отдельной мотострелковой бригады в составе 1-го танкового корпуса 5-й танковой армии, бригада в составе Западного и Брянского фронтов принимала участие в Орловской, Брянской и Городокской стратегических наступательных операциях. С 24 мая по 5 сентября 1944 года — начальник штаба 1-го танкового корпуса. Участвовал в Витебско-Оршанской, Полоцкой и Шяуляйской операциях. Осенью принимал участие в Рижской операции. С ноября по февраль 1944 года — заместитель командира 1-го механизированного корпуса. С февраля по апрель 1945 года — начальник штаба 3-го гвардейского механизированного корпуса. С апреля 1945 по январь 1946 года — начальник штаба 1-го гвардейского танкового корпуса, участник Берлинской наступательной операции.
С января по июнь 1946 года — командир 15-го гвардейского механизированного полка. С июня 1946 по август 1947 года — командир 80-го гвардейского механизированного полка. С 1947 по 1950 год на педагогической работе на кафедре тактики Военной академии связи имени С. М. Будённого.
С 1952 года в запасе.
Скончался 10 сентября 2002 года в Санкт-Петербурге.

## Награды
- Орден Жукова (7.11.1995 — «За отличия в руководстве войсками при проведении боевых операций в период Великой Отечественной войны 1941—1945 годов»)[7]
- Орден Ленина (15.11.1950)
- три ордена Красного Знамени (20.10.1943, 10.07.1944, 03.11.1944)
- три ордена Отечественной войны I  степени (20.07.1943, 05.06.1945, 18.05.1985)
- Орден Красной Звезды (01.04.1940)
- Медаль «За оборону Москвы» (1944)
- Медаль «За освобождение Варшавы» (1945)
- Медаль «За победу над Германией в Великой Отечественной войне 1941—1945 гг.» (08.08.1945)[8][9][1]